# Linia kolejowa nr 114
Linia kolejowa nr 114 – jednotorowa, w większości zelektryfikowana linia kolejowa znaczenia miejscowego, łącząca stacje Trzebinia i Trzebinia Siersza.

## Historia
Linia powstała jako część 69-kilometrowej linii Siersza Wodna - Skawce wybudowanej przez Towarzystwo Akcyjne Kolei Lokalnej Trzebinia - Skawce jako jedna z kolei lokalnych powstałych z inicjatywy Sejmu Krajowego Galicji. Uruchomienie linii nastąpiło 15 sierpnia 1899. 29 grudnia 1981 linia została zelektryfikowana.
W 1922 r. linią kursowały zaledwie 2 pary pociągów osobowych do Suchej (obecna Sucha Beskidzka). Latem 1939 r. poza 2 parami pociągów do Suchej w dni robocze uruchamiano dodatkowo 3 pary pociągów Trzebinia - Siersza Wodna. Po wojnie, w rozkładzie jazdy ważnym na lato 1946 r., przewidziano kursowanie 4 par pociągów. Rozkład jazdy 1980/81 przewidywał kursowanie 6 pociągów do Bolęcina i 7 z powrotem. Rozkład 1990/1991 przewidywał 5 par pociągów, podobnie w ostatnim rozkładzie jazdy, ważnym w latach 1996/1997, przewidywano kursowanie - tylko w dni robocze - 4 pociągów osobowych (z powrotem 5). Rozkład jazdy pociągów obowiązujący od 1 czerwca 1997 r. nie przewidywał już kursowania pociągów osobowych na tej linii.

## Charakterystyka techniczna
Linia w całości jest klasy C3, maksymalny nacisk osi wynosi 221 kN dla lokomotyw oraz 201 kN dla wagonów, a maksymalny nacisk liniowy wynosi 71 kN (na metr bieżący toru). Linia wyposażona jest w sieć trakcyjną dostosowaną do maksymalnej prędkości 110 km/h, obciążalność prądowa wynosi 1725 A, a minimalna odległość między odbierakami prądu wynosi 20 m. Linia wyposażono w system SHP. Linia podlega pod Zakład Linii Kolejowych w Krakowie. Prędkość konstrukcyjna linii wynosi 60 km/h, a maksymalna prędkość eksploatacyjna pociągów na linii wynosi 40 km/h.
Na linii zostały wprowadzone ograniczenia jej użytkowania - posterunki Trzebinia Siersza oraz Trzebionka są czynne od godziny 22:00 w niedziele do godziny 18:00 w soboty. Ponadto wprowadzono ograniczenia wynikające z niezachowania skrajni – nieodpowiednia odległość barierki od osi toru.

## Galeria

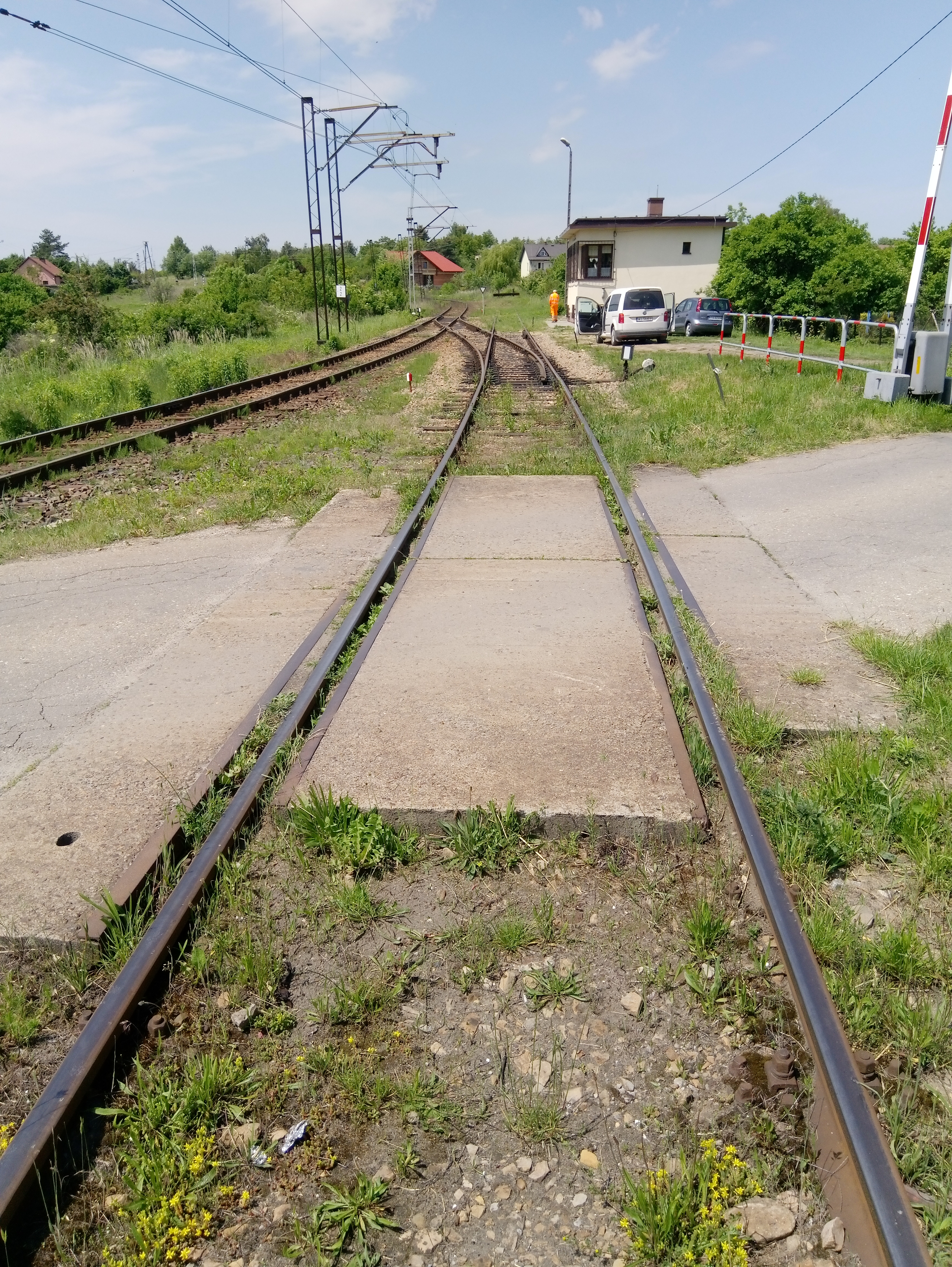
Posterunek bocznicowy szlakowy Trzebionka
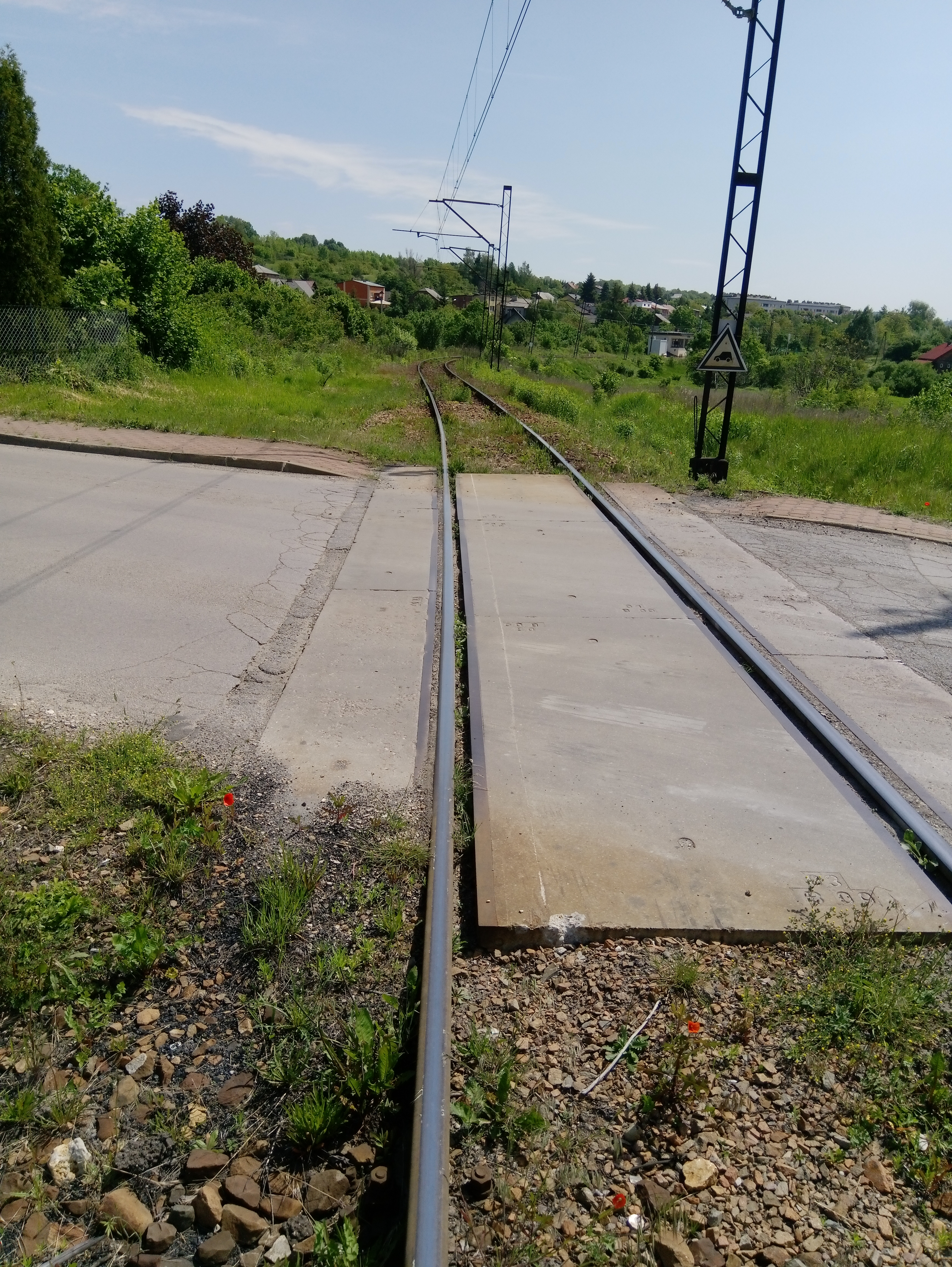
Przejazd kolejowo-drogowy w ciągu ul. Sikorskiego w Trzebini
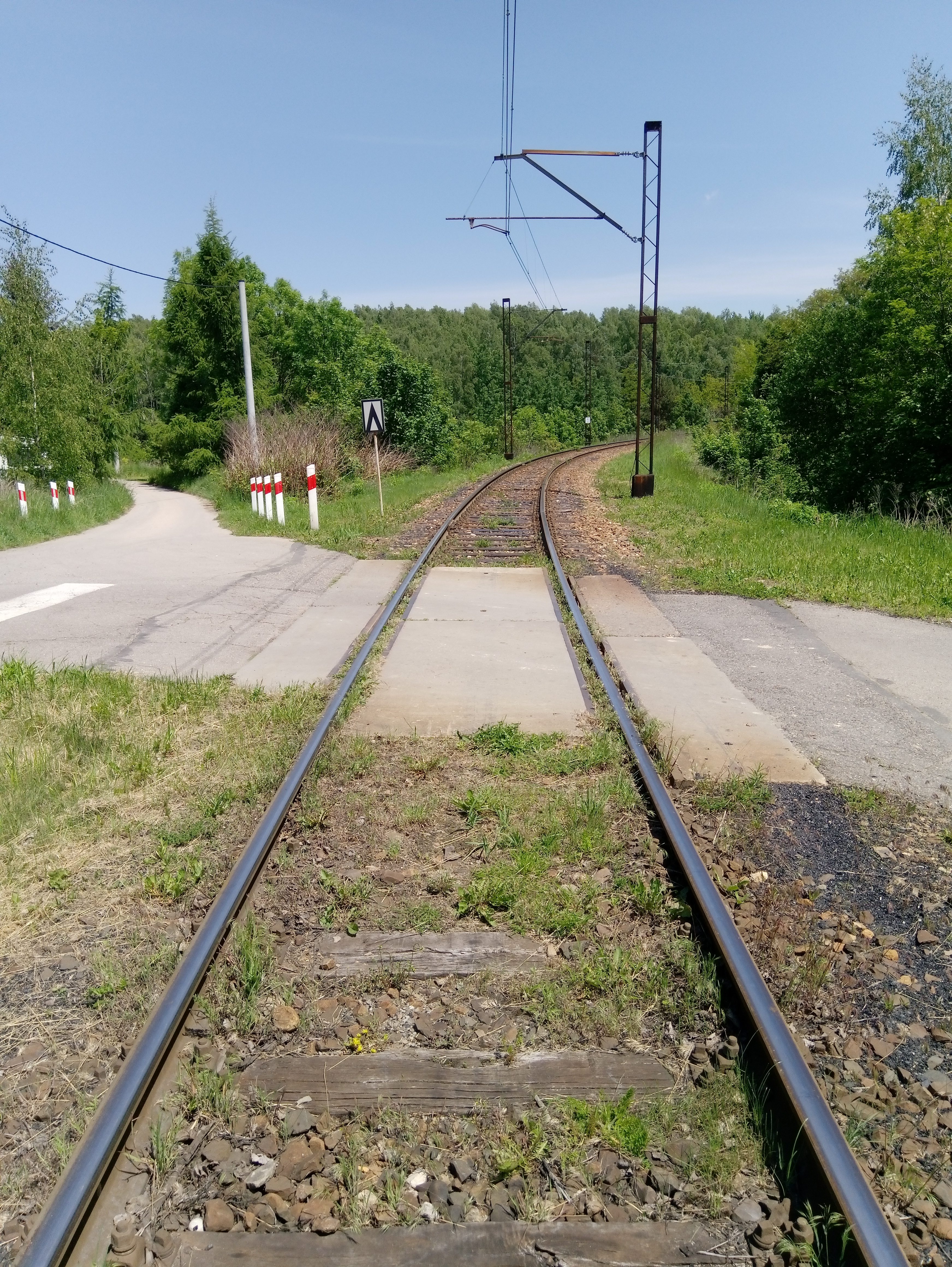
Przejazd kolejowo-drogowy w ciągu ul. Tysiąclecia w Trzebini
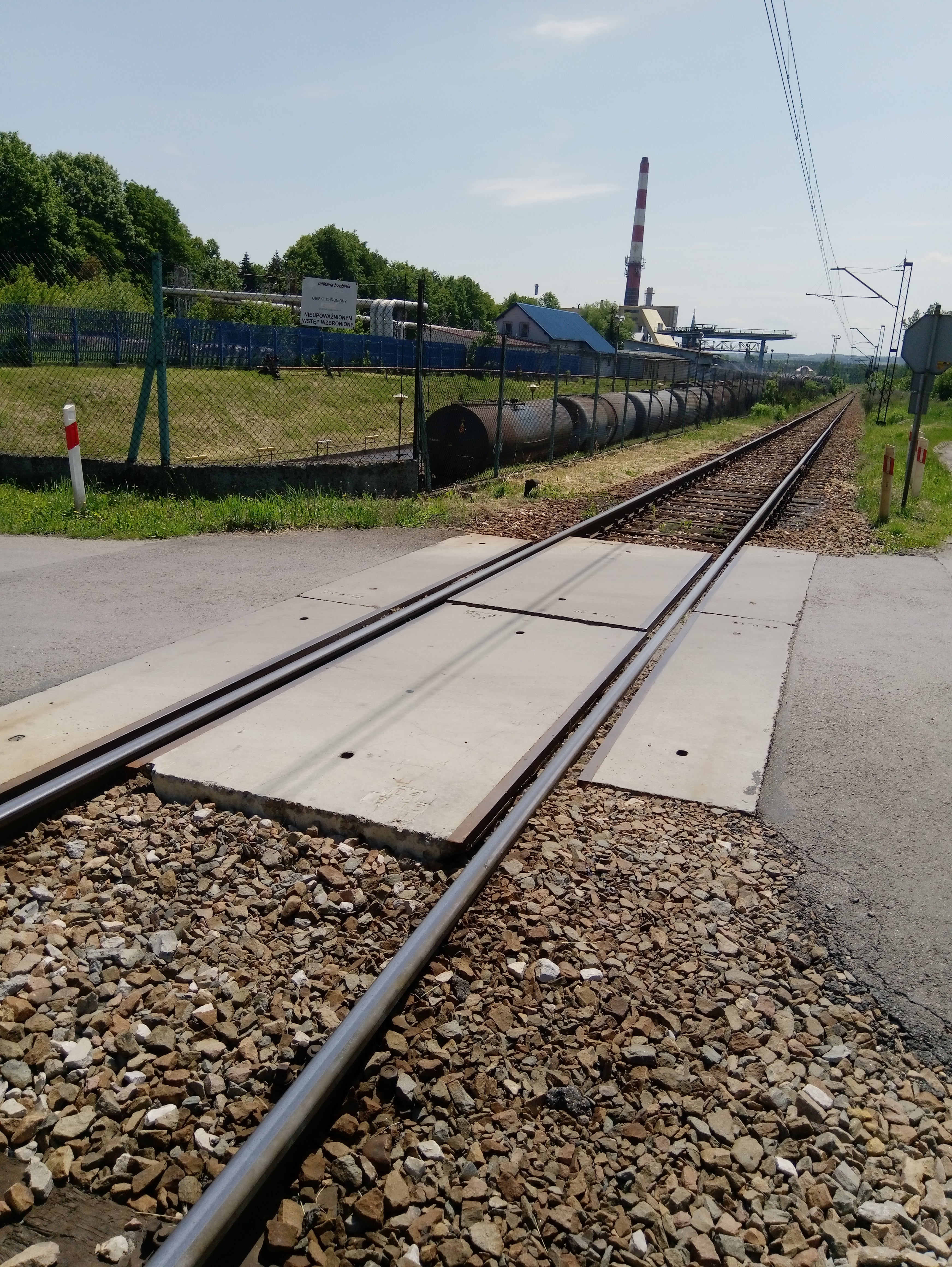
Wjazd do stacji Trzebinia (po lewej widoczna Rafineria Trzebinia)